# Società Sportiva Giuliese
La Società Sportiva Giuliese, o più semplicemente Giuliese, è stata una squadra di calcio di Giulianova degli anni Venti e Trenta del Novecento. Dal 1929 al 1935 il club cambiò denominazione prima in Società Sportiva Pro Italia e in seguito in Federazione Sportiva Giuliese. Le gare interne venivano giocate al Campo della Fiera, costruito nel 1923. Viene considerata antesignana del Giulianova Calcio 1924.

## Storia
Il gioco del calcio nella città di Giulianova era già presente nel 1920, un documento fotografico attesta l'attività di una compagine locale. Tale formazione, ritratta al campo in camicia bianca con cravatta e pantaloni lunghi neri, ebbe una funzione a carattere amichevole, disputando partite contro squadre dei centri limitrofi e marchigiane, come Fortitudo, Serenissima e Forza e Coraggio, tutte di San Benedetto del Tronto, la squadra viaggiava in treno e raggiungeva il campo da gioco a bordo di un taxi, da fonti picene. Le scarse notizie impediscono di attribuire una data certa alle iniziali dispute calcistiche, tuttavia fin dal 1907, in particolare sulla costa tra Marche, Abruzzo e nell'Ascolano, venivano organizzate sfide fra compagini di paesi vicini. La struttura dei complessi primordiali che si confrontavano in questo nuovo sport era composta in prevalenza da studenti, artigiani e pescatori, si trattava di squadre semisconosciute che si affrontavano anche a ranghi ridotti e in piccoli centri sportivi o in spiaggia.
A Giulianova il reale sviluppo del football iniziò al termine della prima guerra mondiale in quanto, fino a buona parte del primo Novecento, la passione principale sarà per il ciclismo, dove venivano seguite le imprese del giuliese Costanzo Trifoni e la scherma, con l'esempio di una rinomata scuola cittadina attiva dal 1888. Dopo il documento fotografico del 1920, fonti attestano la partecipazione nel 1922 di una formazione giuliese al torneo provinciale a 4 squadre patrocinato dalla FIGC, insieme a Nereto, Rosburgo (Campo sportivo Patrizi) e Tortoreto (Campo sportivo Fontanelle); il primo incontro conosciuto porta la data del 3 settembre 1922 (Campo boario, Nereto-Giulianova 2-1 con vantaggio giuliese).
Le buone prove date dalla compagine locale e un crescente entusiasmo per questo sport, spinsero alcuni sostenitori alla costituzione della Società Sportiva Giuliese che, secondo alcune ricostruzioni, si verificò il 7 dicembre 1924. I fondatori furono Alfonso Migliori, primo presidente del club, futuro sindaco della città e figlio di una ricca famiglia locale e l'avvocato Italo Foschi, grande appassionato di calcio che contribuì anche alla nascita della Sambenedettese e nel 1927 dell'A.S. Roma, della quale fu anche presidente. Tra i pionieri della prima società calcistica giuliese si ricordano come giocatori: Attilio Battistelli, Domenico Poliandri, Attilio Federici, Davide Braga, Alessandro Ettorre, Cesare Pettinari, Riccardo Di Silvestre, Vincenzo e Giacinto Corini, Agrò Di Teodoro e Attilio Tentarelli.
All'epoca Giulianova era un piccolo centro di circa novemila abitanti e le partite si disputavano al Campo della Fiera a Giulianova Alta, il quale non era un vero e proprio campo sportivo, ma uno spiazzo dove si svolgeva il mercato dei bovini che veniva ripulito prima di un incontro. Non esisteva una dirigenza vera e propria, il presidente si occupava solo dell'organizzazione, mentre alle spese dei palloni, delle divise e delle scarpe provvedevano i giocatori. Questi ultimi inoltre, avendo ognuno la propria attività lavorativa, si allenavano la mattina alle prime luci dell'alba e per le trasferte in provincia veniva spesso usata la piattina, un carretto con pianale e basse sponde inclinate.
La squadra, che indossa una divisa biancoazzurra o azzurra scelta presumibilmente in onore di Casa Savoia (il giallorosso sarà adottato dalla Castrum nel 1936 ), non è ammessa al primo campionato abruzzese, iniziato nell'aprile 1925, per l'assenza di un terreno regolamentare e dopo aver disputato per i primi anni solo partite amichevoli (è ripresa anche in maglia rossonera), inizia a partecipare ai vari campionati regionali e interregionali. Nel 1926 la Giuliese disputa i primi incontri ufficiali contro la Castrum Silvi (0-5) e l'Ursus di Castellammare Adriatico (8-1).

### Società Sportiva Pro Italia
Nel 1929 la Giuliese  cambia denominazione in Società Sportiva Pro Italia, con presidente Attilio Quercetti. Il 26 dicembre 1929, in una amichevole, viene giocato a Teramo il primo storico derby ufficiale contro l'A.S.Teramo. In un Comunale gremito la partita termina 1-1, rete di Taffoni al 5' e pareggio ospite con Coppola al 77'. In questa gara, disputata di giovedì, i giuliesi indossano una casacca azzurra, mentre i teramani una divisa giallorossa. Il derby è ricordato anche per i numerosi incidenti e scontri tra le opposte tifoserie; infatti in tale periodo i campi da gioco non erano recintati, lo diventeranno solo dal 1937 per motivi di ordine pubblico. Formazione della Pro Italia: Palestini, Ianni, Gentile, De Carolis, Roccioletti, Celommi, De Flaviis, Lucidi, Castorani, Coppola, Di Teodoro II. Allenatore Scocco. La forte rivalità tra le due compagini porterà nel tempo questo derby ad essere definito Derby d'Abruzzo.
Nel 1930 il club non si iscrive in Seconda Divisione Marche-Umbria-Abruzzi per la mancanza di un terreno da gioco regolare, l'attuale Fadini viene omologato nel 1932 dopo lavori di ampliamento. In queste stagioni, fino al 1932, la Pro Italia gioca unicamente incontri amichevoli in quanto non si hanno notizie certe sulla sua partecipazione alla Terza Divisione 1929-1930; si ricordano le gare contro Nereto (2-2), Vigor Ascoli (1-3), Sangiorgese (6-0), Silvi (1-1), Gran Sasso Teramo (3-0), Macerata, Sambenedettese. La partita contro la Vigor Ascoli viene disputata a Giulianova il 6 ottobre 1929, rete per i locali di Di Teodoro, la gara verosimilmente faceva parte di un torneo interregionale contro compagini in prevalenza marchigiane. In questi incontri la squadra schiera elementi prevalentemente locali: Sebastiani, Anastasi, Ianni, Ettorre, Braga, Pipponzi, Di Teodoro, Corini, Castorani, Gerardini, Testoni. Negli anni, il vivaio locale, diventerà il vero punto di forza delle varie compagini giuliesi.
Nel 1933, come Giulianova, si aggrega ai Liberi Campionati U.L.I.C. e partecipa al torneo di Prima Categoria (campionato uliciano), un girone provinciale dove viene messa in palio dagli organizzatori la Coppa Dino Danesi, ufficiale teramano nella Grande Guerra. La competizione, riconosciuta dalla FIGC, inizia il 5 marzo 1933 con l'incontro interno contro il Mosciano; la squadra, che gioca indossando sempre una casacca nera, chiude al 3º posto ed è ammessa in Seconda Divisione.
Teramo, 26 dicembre 1929, Campo Comunale

A.S. Teramo - S.S. Pro Italia

1 - 1
- A.S. Teramo: Gaiani I, Romantici, Offidani, Ritelli, Bernardi, Potenza, Ulissi, Prosperi, Piccioni, Taffoni, Gaiani II.
- Allenatore: Halmos

- S.S. Pro Italia Giulianova: Palestini, Ianni, Gentile, De Carolis, Roccioletti, Celommi, De Flaviis, Lucidi, Castorani, Coppola, Di Teodoro II.
- Allenatore: Scocco

- Marcatori: 5' Taffoni (T), 77' Coppola (G).
- Note: Campo Comunale gremito, numerosi incidenti tra le opposte tifoserie.

### Federazione Sportiva Giuliese
Nella stagione 1933-1934, come Federazione Sportiva Giuliese, disputa i primi derby di campionato contro il Teramo, con sconfitta al Comunale nella partita del 7 gennaio 1934 (0-1) e vittoria casalinga nel derby del 18 marzo 1934 (4-0). Il torneo ha inizio il 31 dicembre 1933 con il successo interno contro l'Audax Rosetana (3-1) e termina il 13 maggio 1934 con la sconfitta di Pescara, 3-2 per i rossoblù dell'A.S. Pescara al Campo Rampigna e promozione del Sulmona.
Nel 1935, la Giuliese, dopo avere vinto nel 1934 il titolo provinciale di Prima Categoria ULIC superando Notaresco e Rosetana, conquista anche il titolo regionale di Seconda Divisione 1934-1935 ma non ottiene la Serie C per la riforma dei campionati.
Decisivi per il primo posto saranno il successo ottenuto dai giuliesi a Chieti, campo sportivo della Civitella, per 5-1 e quello interno dei teatini sul Teramo per 7-2.
Il torneo ebbe inizio il 2 dicembre 1934 per concludersi a maggio inoltrato. Le cronache dell'epoca ci rammentano, oltre agli incontri gia esposti, i seguenti risultati: 2-0 su Rosetana, Sulmona e Chieti, 1-1 contro L'Aquila II e Gran Sasso Teramo. La partita con la Gran Sasso viene disputata sul neutro di Ascoli Piceno, campo Comunale dei Giardini (o Campo dei Giochi), per la squalifica del Comunale di Teramo. La Giuliese vince il campionato con un punto di vantaggio su Chieti e Teramo. Formazione schierata dalla F.S. Giuliese nell'incontro interno contro la Gran Sasso del 10 febbraio 1935 (4-0): Marchesi, Sponcichetti, Di Teodoro II, Barlafante, Guarnieri, Ciurli, Di Teodoro I, Setti, Di Teodoro III, Lucidi, Granata.
La società chiuse dopo questi eventi, cedendo il passo dopo un anno alla Castrum, predecessora dell’odierna Giulianova Calcio 1924.